# Bajo California: El límite del tiempo
Bajo California: El límite del tiempo o simplemente Bajo California es una película de carretera y drama mexicana de 1998 escrita y dirigida por el mexicano Carlos Bolado que pertenece al género de las roadmovies.
Es una película multipremiada por la Academia Mexicana de Artes y Ciencias Cinematográficas, además de que fue la ópera prima del director Bolado.

## Argumento
La película versa sobre el viaje que Damián Ojeda, un artista plástico de nacionalidad México-Norteamericana, realiza por la península de Baja California para buscar vestigios de sus antepasados y visitar las pinturas rupestres que se encuentran ubicadas en la Sierra de San Francisco. El viaje le permitirá a Damián redimirse de una culpa muy personal que arrastra desde tiempo atrás.

## Premios

### Arieles
La Academia Mexicana de Artes y Ciencias Cinematográficas le otorgó 7 premios Ariel a Bajo California por:
- Mejor Película
- Mejor Actor ... Damián Alcázar
- Mejor Coactuación masculina ... Jesús Ochoa
- Mejor Actor de Cuadro ... Fernando Torre Lapham
- Mejor Edición ... Carlos Bolado
- Mejor Música Compuesta para Cine ... Antonio Fernández Ros
- Mejor Ópera Prima ... Carlos Bolado